# Мажучище
Мажучище (на македонска литературна норма: Мажучиште) е село в южната част на Северна Македония, община Прилеп.

## География
Селото е разположено в областта Пелагония, северно от град Прилеп.

## История

### Етимология
Според академик Иван Дуриданов първоначалното име е *Мажевичища, патронимично название на -ишти < -itji с неясна основа.

### В Османската империя
Църквата „Света Богородица“ е от XVIII век.
Селото е споменато в Трескавицкия поменик в XVII–XVIII век като Мажовища, Мажювичища.
В XIX век Мажучище е село в Прилепска кааза на Османската империя. В „Етнография на вилаетите Адрианопол, Монастир и Салоника“, издадена в Константинопол в 1878 година и отразяваща статистиката на населението от 1873 година, Мажовичище (Mayovitchischté) е посочено като село с 34 домакинства със 134 жители българи.
Според статистиката на Васил Кънчов („Македония. Етнография и статистика“) от 1900 година Мажуйчища има 320 жители, всички българи християни.
На Етнографската карта на Битолския вилает на Картографския институт в София от 1901 година Мажучища е чисто българско село в Прилепската каза на Битолския санджак с 48 къщи.
В началото на XX век българското население на селото е под върховенството на Българската екзархия. По данни на секретаря на екзархията Димитър Мишев („La Macédoine et sa Population Chrétienne“) през 1905 година в Мажуйчища има 256 българи екзархисти и функционира българско училище.
При избухването на Балканската война в 1912 година 2 души от Мажучище са доброволци в Македоно-одринското опълчение.

### В Сърбия, Югославия и Северна Македония
След Междусъюзническата война в 1913 година селото попада в Сърбия.
Според преброяването от 2002 година селото има 346 жители, от които 345 северномакедонци и един непосочен.

## Личности
Родени в Мажучище
- Бойко Наумче от Марчувище, „укривател и водач на българските бунтовници“, арестуван през август 1903 година, осъден на 7 години каторга, заточен в Диарбекир, амнистиран с общата амнистия от 12 април 1904 година[9]
- Димко Б. Чергов (? - 1907), четник от ВМОРО, загинал при Топ. корита[10]
- Коте Ристе от Марчувище, „укривател и водач на българските бунтовници“, арестуван през август 1903 година, осъден на 4 години каторга, заточен в Диарбекир, амнистиран с общата амнистия от 12 април 1904 година[11]
- Мирчо Найденов (1878 - 1917), прилепски войвода на ВМОРО. Възможно е да е роден и в 1881 година в село Мало Коняри.
- Недан Трайков (? - 1907), четник от ВМОРО, загинал при Трояци в сражение с турци[12]
- Спирко Диме от Марчувище, „укривател и водач на българските бунтовници“, арестуван през август 1903 година, осъден на 7 години каторга, заточен в Диарбекир, амнистиран с общата амнистия от 12 април 1904 година[9]
- Ташко Кондо от Марчувище, „укривател и водач на българските бунтовници“, арестуван през август 1903 година, осъден на 4 години каторга, заточен в Диарбекир, амнистиран с общата амнистия от 12 април 1904 година[9]